# Krokodillen in Amsterdam
Krokodillen in Amsterdam is een Nederlandse tragikomische film uit 1990, onder regie van Annette Apon. De film is gebaseerd op een scenario van Annette Apon, Yolanda Entius en Henriette Remmers. De film is uitgebracht onder de Engelse titel Crocodiles in Amsterdam.
De film is geënt op Sedmikrasky, een Tsjecho-Slowaakse film van Věra Chytilová uit 1966 en gaat over jonge vrouwen uit verschillende milieus. De ene vriendin is naïef en vrolijk, de andere ernstig en maatschappijkritisch.

## Rolverdeling
| Acteur               | Personage   |
| -------------------- | ----------- |
| Joan Nederlof        | Gino        |
| Yolanda Entius       | Nina        |
| Hans Hoes            | Jacques     |
| Marcel Musters       | Jerry       |
| Trudie Lute          | Charlotte   |
| Jaap ten Holt        | Peter       |
| Evert van der Meulen | Adje        |
| Truus te Selle       | Moeder      |
| Olga Zuiderhoek      | Mevrouw Top |
| Cahit Ölmez          | Alex        |
| Khaldoun Elmecky     | Koos        |
| Fried Mertens        | Mike        |
| Carel Alphenaar      | Oom Victor  |
| Daria Mohr           | Theresa     |
| Wim Meuwissen        | Makelaar    |

1. ↑  Krokodillen in Amsterdam - VPRO Cinema. VPRO Gids. Gearchiveerd op 17 juli 2023. Geraadpleegd op 17 juli 2023.